# Dévényi Ádám
Dévényi Ádám (Budapest, 1957. február 24. – Budapest, 2016. december 4.) magyar dalszerző és előadó. Nevéhez olyan népszerű dalok fűződnek, dalszövegíróként, mint a Közeli helyeken, vagy az Adj helyet magad mellett; szerzeményei közül a legismertebbeket a Bikini vitte sikerre. Pályatársai kimagasló tehetségként, korának kiemelkedő lírikusai közt tartották számon.

## Pályája
Az 1970-es évek elején tűnt fel a magyarországi könnyűzenei élet palettáján, azon belül is az akkor még csak éppen alakulóban lévő folkzenei színtéren. Bár még tizenéves volt akkor, de már saját dalait játszotta, olyan zenekarokkal fellépve, mint a Vízöntő, a Vasmalom vagy a Tabula. Egyéni előadóként szerepelt az 1977-es Ki mit tud? televíziós tehetségkutató vetélkedőben is.
Ismertségén sokat lendített, amikor egyik barátja, Trunkos András előbb a saját zenekarával, a Rolls-szal dolgozta fel néhány szerzeményét, majd a későbbiekben a Bikini is repertoárjára tűzte ezeket. Talán legismertebb szerzeményei az Adj helyet magad mellett és a Közeli helyeken, amelyek egyben ott szerepeltek a Bikini legnépszerűbb slágerei között az 1980-as évek második felében. Dévényi ez utóbbi időszakban többek között az Átmeneti Kabát nevű formációval zenélt – ugyancsak Trunkossal közösen.
Első nagylemeze 1986-ban jelent meg Nincs kegyelem címmel, ezen Postásy Julival közösen adtak elő olyan, melankolikus-szerelmes sanzonokat, melyek legtöbbje még a két világháború közt született. Saját szerzeményeit először csak 1990-ben énekelhette hanghordozóra, ez az albuma Adj helyet címmel jelent meg, kazettán. Négy év kellett a következő, 1994-es album kiadásáig, amely Mindennapi éjek címmel jelent meg, Soós Balázs és Börcsök Enikő színésznő közreműködésével. A folytatásban még jó néhány kazetta és CD felvételén zenélt, de ezek már jobbára magánkiadásban jelentek meg. 
Egy alkalommal Tandori Dezső néhány versét zenésítette meg és adta elő; foglalkoztatta zeneszerzőként Szőke András filmrendező és a kaposvári színház is, utóbbiban (és még néhány másik színházban) színészként is játszott.
2016. december 4-én hajnalban hunyt el, hosszú betegeskedést követően.

## Főbb művei

### Filmzenék
- Citromdisznó
- Európa Kemping

### Színházi zenék, dalszövegek
- A Herner Ferike faterja (bemutató: 2008. április 19.)
- BelemenekülŐk (bemutató: 2005. július 21.)
- Halleluja (bemutató: 2005. március 24.)
- Buddha szomorú (bemutató: 2005. november 16.)
- A hajnal leánya (bemutató: 2004. március 19.)
- Hófehérke (bemutató: 2004. február 3.)
- Egerek és emberek (bemutató: 2002. december 11.)
- Óz, a nagy varázsló (bemutató: 2002. február 23.)
- Macska a forró bádogtetőn (bemutató: 2002. január 11.; zenei szerkesztőként)
- Volt egyszer egy királylány (bemutató: 2001. április 18.)
- Pájinkás János (bemutató: 2001. február 17.)

### Egyéb szerzeményei
- Dévényi Ádám és az Átmeneti kabát – Olyan jó
- Dévényi Ádám és az Átmeneti kabát – Villamos

## Díjai, elismerései
Jellemzően elkerülték az elismerések, de egy alkalommal, szakmai szavazáson elnyerte Az év szövegírója díjat (annak ellenére, hogy a díjazók nem is az eredeti szerzeményeit, hanem a feldolgozó együttesek által átalakított változatokat értékelték).
- Artisjus-díj Szövegírói életműdíj (2017)[4] posztumusz

## Elismertsége a szakmában
Pályatársai általában nagyra értékelték munkásságát, haláláról közeli munkatársa és pályatársa, Németh Alajos úgy fogalmazott, hogy ezzel „óriási veszteség érte a magyar könnyűzenét és tágabb értelemben a művészeti életet is”. A basszusgitáros-dalszerző kimagasló tehetségként értékelte Dévényit, aki szavai szerint a megelőző három évtized egyik legnagyobb lírikusa volt Magyarországon. Munkásságát szerinte „egyedi stílus és fogalmazási mód, nagyon mély látásmód és érzékenység jellemezte, amelyből mindig az emberszeretet csendült ki”.